# Корбатта, Омар Оресте
Омар Оресте Корбатта Фернандес (исп. Omar Oreste Corbatta Fernández; 11 марта 1936, Деро — 6 ноября 1991, Ла-Плата) — аргентинский футболист, нападающий.

## Клубная карьера
Омар Оресте Корбатта начинал свою профессиональную футбольную карьеру в 1955 году в клубе «Расинг», дебютировав в чемпионате Аргентины 30 апреля в проигрышном матче (0–1) против команды «Химнасия и Эсгрима» (Ла-Плата). В составе «Расинга» Корбатта становился чемпионом Аргентины в 1958 и 1961 годах.
В 1963 году Корбатта перешёл в «Боку Хуниорс» за 12 миллионов песо, на которые «Расинг» сумел улучшить свой стадион и построить дополнительные спортивные объекты. 19 мая 1963 Корбатта забил все 3 гола в победном матче (3–0) против «Велес Сарсфилда», также участвовал в том же году в финале Кубка Либертадорес, играя против бразильского «Сантоса» с Пеле в его составе. С «Бока Хуниорс» Корбатта также дважды становился чемпионом Аргентины.
В 1965 Корбатта пербрался в клуб «Индепендьенте Медельин», проведя в Колумбии следующие 3 года. Вернувшись в Аргентину Корбатта выступал за клубы низших лиг: «Сан-Тельмо», «Италия Унидос» и «Тиро Федераль», закончив играть в 38 лет. За свою профессиональную карьеру Корбатта не забил 4 из 68 пенальти, которых ему приходилось реализовывать.

## Международная карьера
Омар Оресте Корбатта попал в состав сборной Аргентины на Чемпионат мира 1958 года. Из 3-х матчей Аргентины на турнире Корбатта принял участие во всех трёх и во всех играх забил по голу: в матчах против сборных ФРГ, Северной Ирландии и Чехословакии. В матче с немцами Корбатта открыл счёт уже на 2-й минуте, во встрече с Северной Ирландии он на 38-й минуте сравнял счёт с пенальти, в игре с Чехословакией Корбатта вновь забил с пенальти на 65-й минуте.

## Достижения

### Клубные
Расинг Авельянеда
- Чемпионат Аргентины (2): 1958 (чемпион), 1961 (чемпион)

Бока Хуниорс
- Чемпионат Аргентины (2): 1964 (чемпион), 1965 (чемпион)

## Личная жизнь
Корбатта сильно страдал от алкоголизма, проведя несколько игр в состоянии опьянения. Будучи неграмотным, он так никогда и не научился читать.
Корбатта четырежды был женат, большую часть своей жизни прожил в бедности и одиночестве. Корбатта умер от рака гортани в Ла-Плате в 1991 году, в возрасте 55 лет. В 2006 году в 15-летнюю годовщину его смерти Корбатта был включён в зал славы «Расинга», была установлена бронзовая статуя в его честь.